# Овадија Естреја Мара
Овадија Естреја Мара (хебр. אסתר עובדיה) (Битољ, 25. децембар 1922 — Кајмакчалан, 26. август 1944) била је учесница Народноослободилачке борбе и народни херој Југославије.

## Биографија
Рођена је 25. децембра 1923. године у Битољу, у врло сиромашној јеврејској породици. Истицала се међу напредном јеврејском омладином 1938. године у Битољу. Три године уочи окупације земље радила је у Београду. Тамо се истакла као активист у револуционарном покрету. Ту је примљена и за члана Савеза комунистичке омладине Југославије.
После догађаја од 27. марта 1941. године, у којима је активно учествовала, вратила се у Битољ. Тамо се одмах укључује у антифашистички покрет, који је оријентисан на припремање оружане борбе против окупатора. Кад су бугарски фашистички окупатори обележили Јевреје и ограничили им кретање, Овадија се илегално кретала по забрањеним улицама и извршавала партијске задатке.
У чланство Комунистичке партије Југославије примљена је 1942. године. Ради на организовању што масовнијег одласка Јевреја у партизански одред и на напуштању пасивности пред фашистичким злом. Радећи на извршењу тих задатака, остала је међу својима до трагичног 11. марта 1943. године, кад су бугарски фашисти одвели 3.276 битољских Јевреја у концентрационе логоре. Овадија је била међу Јеврејима који су избегли рацију. Извесно време живела је у илегалности под именом Мара.
У међувремену се разболела, а партијска организација ју је лечила и скривала. Априла 1943. године отишла је у партизански одред „Гоце Делчев“. Учествовала је у свим борбама које је овај одред водио. Издржала је и дуге маршеве и била учесник борби бригаде у току 1943. и 1944. године. Похваљена је за храброст у борбама код Фуштана, код Тушина и на Кожуфу. Храбро је издржала и Фебруарски марш, кад је из јужне Македоније прешла на терен Козјака, у околини Куманова.
Приликом формирања Треће македонске бригаде, постављена је за заменика политичког комесара чете. У том својству истакла се у пролећној офанзиви, нарочито у борбама за Ристовац, на Биљачи, за Злетовске руднике, Кратово и на Петровој гори. Са својом јединицом налазила се на обезбеђењу Првог заседања АСНОМ-а. Ускоро после тога упућена је у околину Битоља.
Кад је, 22. августа 1944. године, формирана Седма македонска бригада, постала је политички комесар батаљона. Само четири дана касније, погинула је у једној жестокој борби у којој су уништени бугарски граничари на Кајмакчалану.
Указом председника ФНР Југославије Јосипа Броза Тита 11. октобра 1953. проглашена је за народног хероја.
Данас у Битољу у центру града стоји њена биста, а један дечији вртић носи њено име.

## Галерија
- Биста у Битољу
- Улица названа по Мари у Јерусалиму
- Са партизанима током рата (средњи ред десно)